# Списак краљева Белгије
У овом чланку се налази списак краљева Белгије након њеног отцепљења од Уједињене Краљевине Низоземске током Белгијске револуције (1830—1831). Од тада Белгијом је владало 7 краљева и 2 регента.

## Списак
У заградама су написани периоди владавине краљева.
- Еразме Луј (25. фебруар 1831 — 20. јул 1831) — регент
- Леополд I од Белгије (21. јул 1831 — 10. децембар 1865)
- Леополд II од Белгије (17. децембар 1865 — 17. децембар 1909)
- Алберт I од Белгије (23. децембар 1909 — 17. фебруар 1934)
- Леополд III од Белгије (23. фебруар 1934 — 16. јул 1951)
- Принц Чарлс, гроф Фландрије (20. септембар 1944 — 20. јул 1950) — регент
- Бодуен I од Белгије (17. јул 1951 — 31. јул 1993)
- Алберт II од Белгије (9. август 1993 — 21. јул 2013)
- Филип од Белгије (21. јул 2013 — данас)